# ESPN FC
ESPN FC는 스트리밍 서비스 ESPN+를 통해 매일 방송되는 축구를 다루는 웹사이트이자 미국 TV 스튜디오 프로그램이다. ESPN FC의 기원은 ESPN Inc.가 소유한 웹사이트로 본래 1995년에 사커넷(SoccerNet)으로 설립된 해당 웹사이트는 1999년 ESPN에 인수되었다.